# تلفزيون إهيمي أساهي

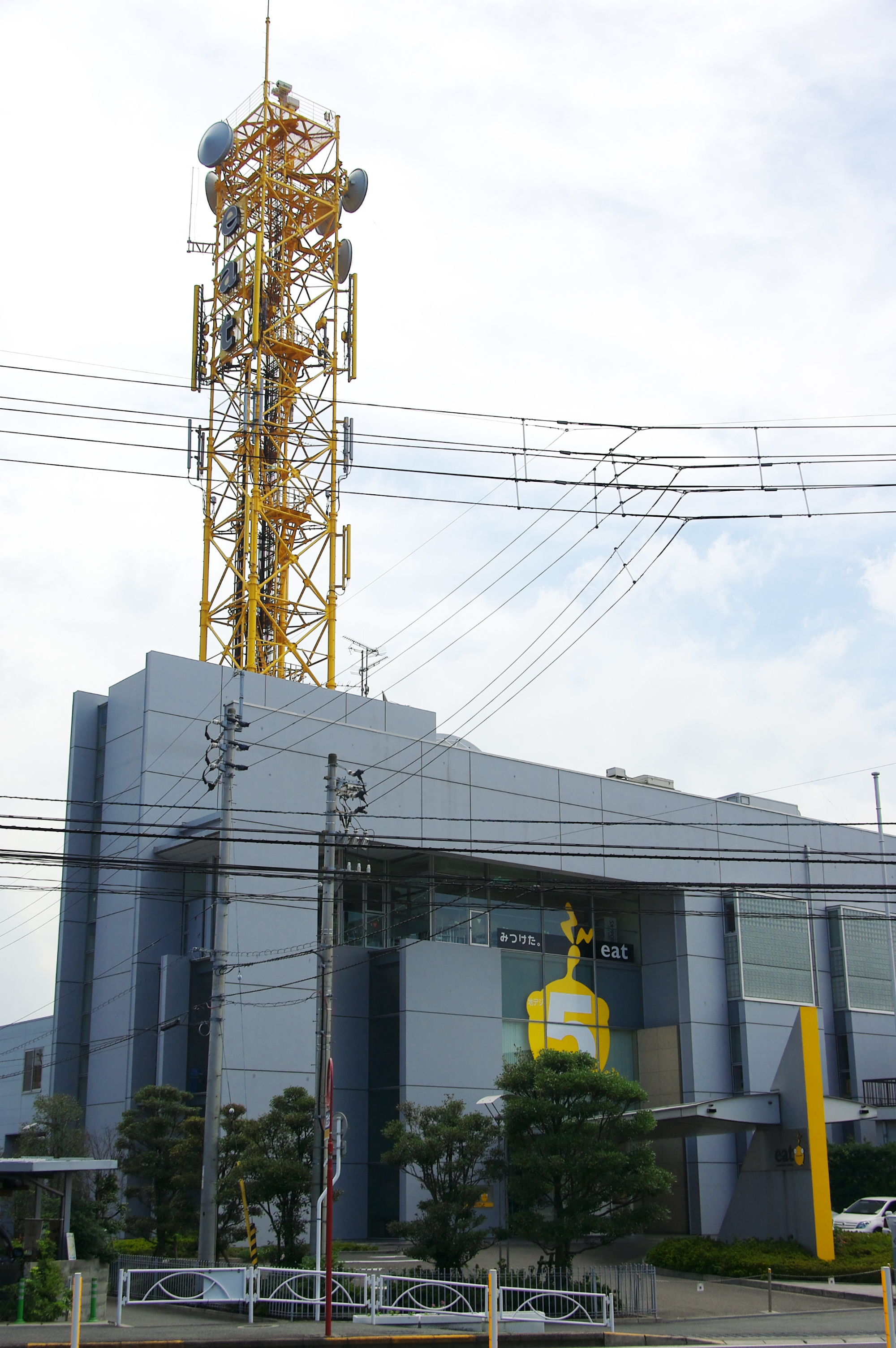
مقر ايمى اساهي التلفزيون Co. ماتسوياما.

تلفزيون آيهيمي أساهي. كو، إل تي دي. (株式会社愛媛朝日テレビ Kabushiki-gaisha Ehime Asahi Terebi) المعروفة أيضا بـ تناول، شبكة البث اليابانية التابعة لـ شبكة أخبار أولنيبون. مقرها يقع في ماتسوياما، إهيمه.

## التاريخ
- 1 أبريل 1995- محطة تبدأ العمليات محطة التلفزيون الرابع في إهيمه.
- 1 أكتوبر 2006 - التلفزة الرقمية الأرضية تبدأ العمليات في ماتسوياما المحطة الرئيسية.
- 24 يوليو 2011- تلفاز مناظر متوقف العمليات في 44 ولاية.

## محطات

### التناظرية محطات
- ماتسوياما (المحطة الرئيسية) جوي-TV 25ch
- Niihama 14ch
- اواجيمه 16ch
- Kikuma 52ch
- اوزو 44ch
- ياواتاهاما ، إهيمه 25ch
- Minamiuwa 29ch
- Kawanoe 38ch
- ناكاياما 18ch

### المحطات الرقمية (ID:5)
- ماتسوياما (المحطة الرئيسية) جوي-DTV 17ch

## منافسة المحطات
- نانكاى البث (رنب)
- ايمى البث (EBC)
- أنا والتلفزيون (القناة)